# Belleville-sur-Mer
Belleville-sur-Mer is een dorp en voormalige gemeente in de Franse gemeente Petit-Caux in het departement Seine-Maritime in de regio Normandië. De voormalige gemeente telt 802 inwoners (2004). De plaats maakt deel uit van het arrondissement Dieppe.

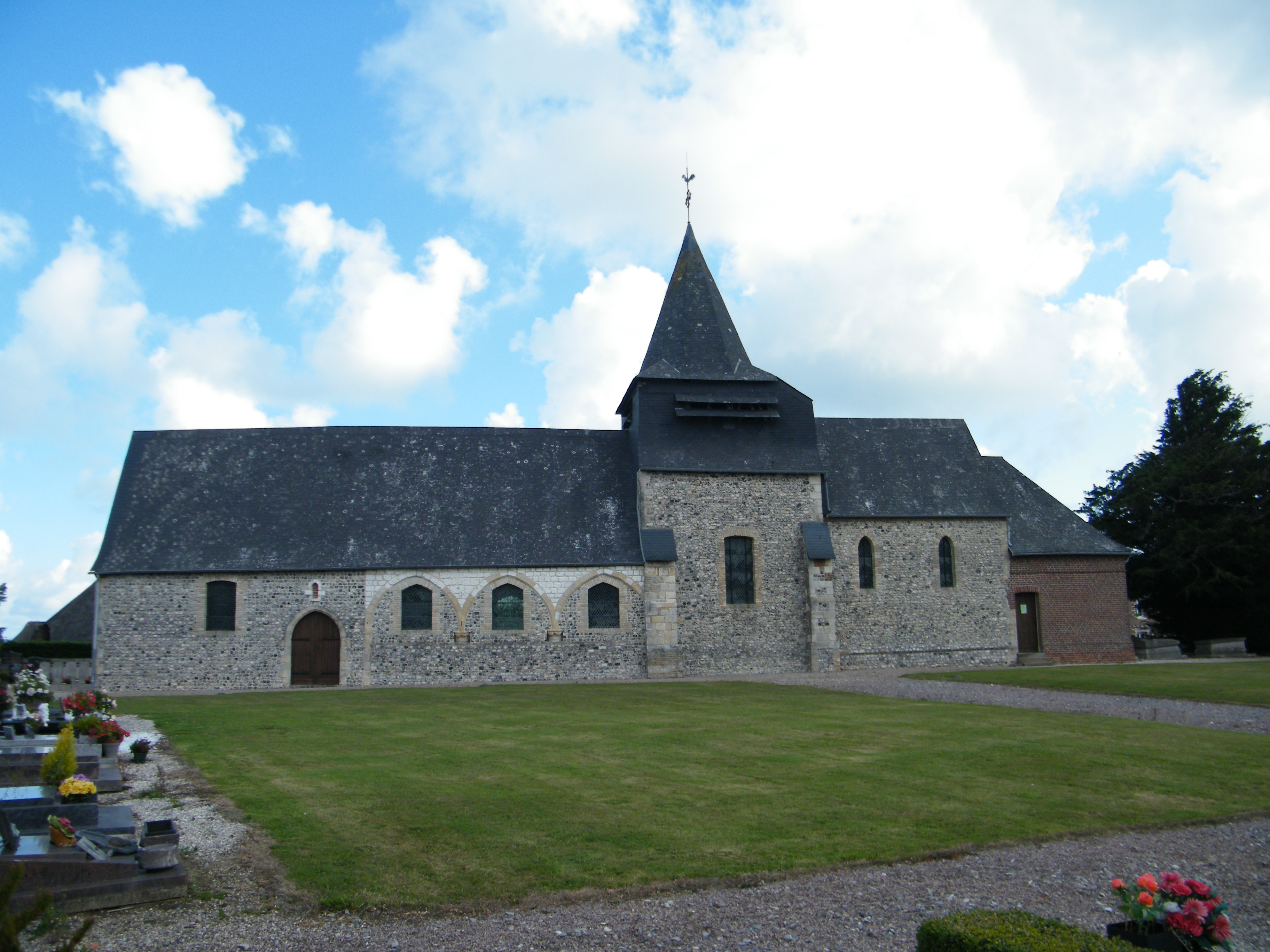
Église Notre-Dame

## Geschiedenis
Oude vermeldingen van de plaats gaan terug tot 12de eeuw als Belevilla. De 18de-eeuwse Cassinikaart toont het dorpje Belleville.
Op het eind van het ancien régime eind 18de eeuw, toen de gemeenten werden gecreëerd, werd Belleville-sur-Mer een gemeente.
Belleville-sur-Mer is op 1 januari 2016 gefuseerd met de gemeenten Assigny, Auquemesnil, Berneval-le-Grand, Biville-sur-Mer, Bracquemont, Brunville, Derchigny, Glicourt, Gouchaupre, Greny, Guilmécourt, Intraville, Penly, Saint-Martin-en-Campagne, Saint-Quentin-au-Bosc, Tocqueville-sur-Eu en Tourville-la-Chapelle tot de commune nouvelle Petit-Caux.

## Geografie
De oppervlakte van Belleville-sur-Mer bedraagt 3,1 km², de bevolkingsdichtheid is 258,7 inwoners per km². Belleville-sur-Mer ligt aan Het Kanaal.
De onderstaande kaart toont de ligging van Belleville-sur-Mer met de belangrijkste infrastructuur en aangrenzende gemeenten.

## Bezienswaardigheden
- De Église Notre-Dame

## Demografie
Onderstaande figuur toont het verloop van het inwonertal (bron: INSEE-tellingen).